# Tsáda
Tsáda er en lille by på den vestlige del af Cypern. Den ligger i distriktet Eparchía Páfou, i den vestlige del af landet, 90 km vest for hovedstaden Nicosia og 8 kilometer nord for Paphos. Tsáda ligger 619 meter over havet. Den har 1.043 indbyggere.

## Landskab
Landskabet omkring Tsáda er overvejende kuperet. Tsáda ligger på et højdedrag. Det højeste sted i nærheden er bjerget Panagía, 1.137 meter over havet, 16.1 km nordøst for Tsáda. Egnen omkring Tsáda er relativt tyndt befolket med 25 indbyggere pr. kvadratkilometer. Nærmeste større by er Pafos 8.2 km sydvest for Tsáda. Området omkring Tsáda består overvejende af agerland.

## Klima
Klimaet i området er tempereret. Årsmiddeltemperaturen i området er 22°C. Den varmeste måned er august, med middeltemperaturen 32 °C, den koldeste er februar med 12 °C. Gennemsnitlig årsnedbør er 572 millimeter. Den mest regnfulde måned er januar med i gennemsnit 123 mm nedbør, den tørreste er august med 2 mm nedbør.